# Dante Rivas
Pour les articles homonymes, voir Rivas.
Dante Rivas est un géographe et homme politique vénézuélien, né sur l'île de Margarita le 19 janvier 1975. Diplômé de l'université des Andes de Mérida, il a été trois fois ministre, de l'Environnement (2013), du Commerce (2014-2015) et de la Pêche et de l'Aquaculture (2018-2020), et deux fois député, pour la période 2016-2018, et de nouveau depuis 2021.

## Biographie
Né le 19 janvier 1975, Dante Rivas est diplômé en géographie de l'université des Andes et fait partie du mouvement de gauche Utopía 78, tout comme d'autres personnalités qui l'ont depuis accompagné dans la gestion du pays : Hugo Cabezas (prédécesseur de Rivas au Saime et ministre du Bureau de la Présidence), le ministre des Transports terrestres Haiman El Troudi ou encore Tareck El Aissami, détenteur de nombreux portefeuilles et mandats électoraux (gouverneur de l'État d'Aragua, ministre de la Justice, du Pétrole, etc.).

## Carrière politique
En 2013, il est candidat au élections municipales de la municipalité de Mariño dans son État natal.
Le 27 octobre 2014, il est nommé directeur du Servicio Autónomo de Registros y Notarías ou SAREN en remplacement de Violeta Clavaud, puis le 27 mai 2015, directeur du Servicio Administrativo de Identificación, Migración y Extranjería ou SAIME, « Service administratif d'identification, de migration et des étrangers » en français.
Il est élu député à l'Assemblée nationale du Venezuela pour la mandature 2016-2021 aux Élections législatives vénézuéliennes de 2015.

Le 14 juin 2018, il est nommé ministre vénézuélien de la Pêche et de l'Aquaculture par le président Nicolás Maduro, portefeuille qu'il détient jusqu'au 27 mai 2020 lorsqu'il est remplacé par Juan Luis Laya.

Il est élu député au scrutin de liste majoritaire des élections législatives vénézuéliennes du 6 décembre 2020.

## Controverses
En juillet 2021, il fait l'objet d'attaques par voie de presse pour mauvaise gestion dans son État natal de Nueva Esparta par Oscar Ronderos, député du même État et représentant l'opposition (Mesa de la Unidad Democrática) qui qualifie Rivas de « cynique » et de « destructeur du Nueva Esparta » en l'accusant de décider « des heures de pannes, des jours de fourniture d'essence et même des cycles de l'eau ».